# Станев, Анатолий Григорьевич
Анатолий Григорьевич Станев (1921, Кривой Рог, Екатеринославская губерния — 1953, Новофёдоровка, Кировоградская область) — гвардии младший лейтенант Рабоче-крестьянской Красной армии, участник Великой Отечественной войны, Герой Советского Союза (1944), лишён всех званий и наград в связи с осуждением.

## Биография
Родился в 1921 году в городе Кривой Рог Криворожского уезда Екатеринославской губернии УССР (ныне в Днепропетровской области Украины). Вскоре вместе с родителями переехал в село Новофёдоровка (ныне в Кировоградской области), где окончил школу.
В 1939 году призван на службу в Рабоче-крестьянскую Красную армию.
Принимал участие в Великой Отечественной войне. К 1944 году имел звание гвардии младшего лейтенанта и должность командира стрелкового взвода 178-го гвардейского стрелкового полка 58-й гвардейской стрелковой дивизии 37-й армии 3-го Украинского фронта. Участвовал в освобождении Правобережной Украины, Молдавии. Во время одного из сражений, оставшись один, пулемётным огнём сумел удержать позицию до подхода подкреплений. Во время этого боя был ранен в голову и контужен.
13 сентября 1944 года указом Президиума Верховного Совета СССР за «образцовое выполнение заданий командования и проявленные мужество и героизм в боях с немецко-фашистскими захватчиками» гвардии младший лейтенант Анатолий Станев был удостоен высокого звания Героя Советского Союза с вручением ордена Ленина и медали «Золотая Звезда» за номером 7202.
После окончания войны вернулся в село Новофёдоровка. По свидетельствам односельчан, имел склонность к алкоголю. Совершил преступление, за что был осуждён. 25 ноября 1948 года указом Президиума Верховного Совета СССР был лишён всех званий и наград.
В начале 1950-х годов вернулся в село, но вскоре переехал в соседний совхоз «Красный забойщик», где устроился на работу трактористом. Продолжал употреблять алкоголь, неоднократно участвовал в драках. В 1953 году в одной из таких драк был убит.